# Narges Mohammadi
Narges Mohammadi (in persiano نرگس محمدی‎; Zanjan, 21 aprile 1972) è un'attivista iraniana, vice-presidente del Centro dei Difensori dei Diritti Umani, arrestata più volte e imprigionata dalle autorità iraniane dal maggio 2016 e  condannata a Teheran in totale a 30 anni di reclusione e 154 frustate per aver fondato e gestito "un movimento per i diritti umani che si batte per l'abolizione della pena di morte" e per l'opposizione alle leggi della Repubblica Islamica. Rilasciata nel 2020, è stata rispedita in prigione nel 2021, dove da allora ha denunciato gli abusi e l'isolamento di donne detenute. Il 6 ottobre 2023, mentre era in carcere, è stata insignita del Premio Nobel per la pace "per la sua battaglia contro l'oppressione delle donne in Iran e per promuovere diritti umani e libertà per tutti".
Mohammadi è stata una sostenitrice della disobbedienza civile femminista di massa contro l'hijab in Iran e una voce critica del programma di hijab e castità del 2023. Ha sofferto di numerosi problemi di salute che ne hanno messo in pericolo la vita. Ai primi di dicembre 2024 è stata rilasciata per tre settimane dopo essere stata sottoposta il 19 novembre 2024 a un complesso intervento chirurgico alla gamba destra.

## Biografia
È laureata in fisica e prima di dedicarsi all'attivismo politico era ingegnere. Sostenitrice della campagna contro la pena di morte, è stata arrestata tredici volte, ricevendo 5 condanne. La prima condanna, di un anno di carcere, è arrivata nel 1998, per aver criticato il governo. Nel 2009 ha ricevuto il Premio Internazionale Alexander Langer. Nell'aprile 2010 è stata convocata presso la Corte rivoluzionaria islamica per la sua adesione al Centro dei Difensori dei Diritti Umani. È stata rilasciata con una cauzione di 50 000 dollari, e nuovamente arrestata qualche giorno dopo e detenuta nella prigione di Evin.
Arrestata poi nel luglio 2011, il 31 luglio 2012 è uscita di prigione. Di nuovo in carcere nel 2015, con una condanna a 10 anni per "aver cospirato contro la repubblica islamica", e 2016, il 16 novembre 2021 è stata arrestata mentre partecipava a una cerimonia commemorativa nella città di Karaj, in ricordo di Ebrahim Ketabdar, ucciso dalle forze dell'ordine durante le proteste di novembre 2019. Nel 2016 era stata condannata a ulteriori 16 anni.
Ha condotto scioperi della fame fino ad essere ricoverata, e nel 2020 ha rischiato di morire per COVID-19. 
Precedentemente, nel 2018, ha subìto un'isterectomia (eseguita in ritardo a causa dell'opposizione delle autorità carcerarie) ma poco tempo dopo è stata nuovamente incarcerata sviluppando un'infezione post-operatoria. Nel dicembre 2019 ha intrapreso uno sciopero della fame per protestare contro gli omicidi dei manifestanti, e per quindi è stata picchiata e ferita con un vetro dal direttore del carcere di Evin e dalle guardie, e poi è stata trasferita nel carcere di Zanjan.
Il 15 gennaio 2022 è stata condannata a otto anni e due mesi di reclusione, due anni di esilio e 74 frustate. A Narges, secondo Amnesty International, sono state negate in prigione le cure mediche per le sue patologie croniche, nonostante soffra di una malattia polmonare, cardiaca e di una forma di epilessia, e diversi altri problemi di salute.

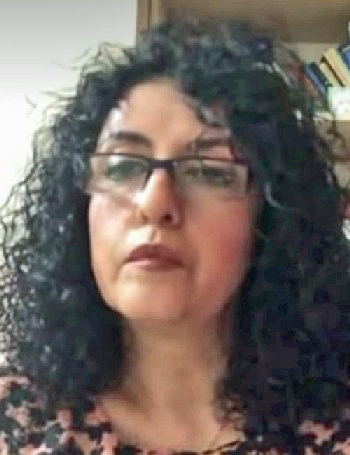
Narges Mohammadi nel 2021

L'Unione europea ha condannato la persecuzione contro Mohammadi, dichiarando: "[...] l'UE invita l'Iran a rispettare gli obblighi derivanti dal diritto internazionale e a rilasciare urgentemente la signora Mohammadi, tenendo conto anche del deterioramento delle sue condizioni di salute".
In una lettera alla BBC ha descritto nel dicembre 2022 il clima all'interno del carcere di Evin dove è reclusa specialmente dopo le proteste per la morte di Mahsa Amini come caratterizzato da frequenti violenze sessuali: "Un'attivista è stata legata mani e piedi a un gancio sul tettino del veicolo che l'ha portata in carcere ed è poi stata violentata dagli agenti di sicurezza" (rielaborazione di Fanpage.it). Ha denunciato in un libro anche l'uso dell'isolamento carcerario prolungato come "tortura bianca".
Nell'ottobre 2023, mentre era in carcere, è stata insignita del Premio Nobel per la Pace 2023 "per la sua lotta contro l'oppressione delle donne in Iran e per la sua lotta per promuovere i diritti umani e la libertà per tutti". Il Ministero degli Affari Esteri dell'Iran condannò la decisione. In seguito alle pressioni internazionali le sue condizioni di detenzione sono apparse lievemente migliorate, ma nell'agosto 2024 i legali hanno denunciato una nuova aggressione fisica delle guardie.
La sua salute è nuovamente peggiorata e il 19 novembre 2024 Mohammadi è stata sottoposta a un complesso intervento chirurgico in ospedale che ha visto la rimozione di parte di un osso della gamba destra e il posizionamento di un impianto osseo per timori di cancro, rivelatosi un tumore benigno, ed è stata immediatamente riportata in prigione. Ai primi di dicembre 2024 Mohammadi è stata rilasciata per tre settimane per motivi medici dovuti all'operazione, periodo di sospensione della pena concesso dalla procura di Teheran poi prolungato nel mese di gennaio. A Mohammadi è stata concessa poi temporaneamente la detenzione domiciliare. Nel giugno 2025 ha lanciato un appello contro il programma nucleare iraniano e contro i bombardamenti israeliani.

## Vita privata
Nel 1999 ha sposato il collega giornalista riformista Taghi Rahmani, che non molto tempo dopo è stato arrestato per la seconda volta. Rahmani si è trasferito in Francia nel 2012 dopo aver scontato un totale di 14 anni di pena detentiva, ma Mohammadi è rimasta per continuare il suo lavoro sui diritti umani. Mohammadi e Rahmani hanno due figli gemelli, Ali e Kian nati nel 2006.
Era appassionata di escursionismo e quando era studentessa a Qazvin ha fondato un club che intendeva salire le principali cime del paese.

## Premi e riconoscimenti
Nel 2009 ha ricevuto il Premio Alexander Langer della fondazione Alexander Langer Stiftung, finanziato dalla Cassa di Risparmio di Bolzano.
Nel 2018 ha ricevuto il Premio Andrei Sakharov dell'American Physical Society per «le sue campagne per la pace, la giustizia, l'abolizione della pena di morte, i diritti umani e la libertà del popolo iraniano, nonostante le persecuzioni che l'hanno obbligata a sospendere la sua carriera scientifica e subire una lunga detenzione»
Nel 2022 è stata inserita nella lista della BBC delle 100 donne più importanti.
Nel 2023 è stata insignita del Premio Nobel per la Pace.